# Gizela Bavarska
Blažena Gizela Bavarska (Gizela Ugarska) bila je prva mađarska kraljica kao supruga prvog mađarskog kralja, Stjepana I. Svetog. 

## Životopis
Gizela je bila kći Henrika II., vojvode Bavarske. Bila je nazvana po majci, Gizeli Burgundskoj, preko koje je bila unuka kralja Konrada.
Udala se za kralja Stjepana 995. ili 1008. Bila je majka svetog Emerika i sestra Henrika II. Svetog.
Živjela je uzorno, pobožno te je pomagala mužu u preobraćivanju. Nakon njegove je smrti morala otići. Umrla je u Njemačkoj.
1975. proglašena je blaženom.